# Delaney & Bonnie
Delaney & Bonnie — американский музыкальный дуэт, состоящий из певцов и композиторов Делани Брамлетта (англ. Delaney Bramlett) и его супруги Бонни Брамлетт (англ. Bonnie Bramlett).
В 1969 и 1970 году они выступали с аккомпанирующим коллективом под названием Delaney & Bonnie and Friends, в состав которого в разное время входили такие музыканты, как Дуэйн Оллмэн, Грегг Оллман, Эрик Клэптон, Джордж Харрисон, Леон Расселл, Бобби Уитлок, Дэвид Мэйсон, Стив Хау, Рита Кулидж, Кинг Кёртис.

## История
Начало карьеры
Делани Брамлетт (1 июля 1939, Понтоток (округ, Миссисипи) — 27 декабря 2008, Лос-Анджелес) научился играть на гитаре в юности. В 1959 году он переехал в Лос-Анджелес, где начала работать сессионным музыкантом. Его наиболее заметной ранней работой было участие в Shindogs, группе для сериала Shindig! (1964–66), в которой также участвовал Леон Расселл. Брамлетт был первым артистом, подписавшим контракт с Independence Records. Его дебютный сингл «Guess I Must be Dreamin» был спродюсирован Расселом.
Бонни Брамлетт (урожденная Бонни Линн О’Фаррелл, родилась 8 ноября 1944 года в Гранит-Сити, штат Иллинойс) стала опытной певицей в довольно раннем возрасте, выступая, когда ей было 14 лет, с блюзовым гитаристом Альбертом Кингом и дуэтом Ike & Tina Turner. В 1967 году она переехала в Лос-Анджелес и в том же году познакомилась с Брамлеттом и вышла за него замуж.
Благодаря своей работе в Shindogs Делани Брамлетт и Леон Рассел имели много связей в музыкальном бизнесе и сформировали группу солидных, хотя и временных музыкантов вокруг Делани и Бонни. Группа стала известна как «Делейни, Бонни и друзья» из-за регулярной смены состава. В 1968 году группа заключила контракт с лейблом Stax Records и в мае 1969 года выпустила свой первый альбом Home.
На пике успеха
Для записи своего второго альбома The Original Delaney & Bonnie & Friends (Accept No Substitute) Делани и Бонни перешли на лейбл Elektra Records. Альбом был выпущен в июле 1969 года и хотя не имел большого коммерческого успеха, вызвал интерес в кругах музыкальной индустрии, когда, услышав предварительные миксы альбома, Джордж Харрисон предложил Делани и Бонни контракт с лейблом Apple Records, который они подписали, несмотря на их предварительное договорное обязательство перед Elektra. Впоследствии контракт с Apple был аннулирован, но этот случай положил начало ссоре дуэта с компанией Elektra.
В середине 1969 года Эрик Клэптон пригласил группу Delaney & Bonnie and Friends выступать на разогреве перед концертами только что созданной им группы Blind Faith. Впечатлённый их живыми выступлениями, Клэптон часто появлялся на сцене с Delaney & Bonnie and Friends в этот период, он продолжал записываться и гастролировать с ними после распада Blind Faith. Клэптон помог им заключить новый контракт со своим тогдашним американским лейблом Atco Records и принял участие (вместе с Джорджом Харрисоном, Дэйвом Мэйсоном и другими известными музыкантами) в их концерте, который был выпущен как третий альбом Делани и Бонни под названием On Tour with Eric Clapton. Этот альбом был записан 7 декабря 1969 года на концерте в Великобритании и выпущен в марте 1970 года. Он стал самым успешным творением группы, достигнув # 29 в Billboard 200 и получив статус золотого. Клэптон также пригласил Delaney & Bonnie and Friends для записи своего дебютного сольного альбома, записанного в конце 1969 — начале 1970. Продюсером этого альбома стал Делани Брамлетт. Делани и Бонни являются также соавторами Клэптона в большинстве композиций на этом альбоме.

## Дискография
- Home (Stax, 1969)
- Accept No Substitute (Elektra, 1969)
- On Tour with Eric Clapton (Atco, 1970)
- To Bonnie from Delaney (Atco, 1970)
- Motel Shot (Atco, 1971)
- Country Life (Atco, 1972)
- D&B Together (Columbia, 1972), переиздание Country Life
- The Best of Delaney & Bonnie (Atco, 1972)
- The Best of Delaney & Bonnie (Rhino, 1990)
- Hi-Five (Rhino, 2005)